# Solar do Barão Rodrigues Mendes
O Solar do Barão Rodrigues Mendes, também chamado de Solar de Ponte d'Uchoa, foi a residência da família do barão João José Rodrigues Mendes durante o século XIX na cidade do Recife, capital do estado brasileiro de Pernambuco. Desde 1966, é a sede da Academia Pernambucana de Letras.

## História
A propriedade foi adquirida por volta de 1870 pelo português João José Rodrigues Mendes (1827-1893) que tinha o título de barão e era um próspero comerciante no Recife do século XIX. O solar foi projetado pelo engenheiro Louis Léger Vauthier, responsável por reformar a casa de acordo com o estilo neoclássico.
Considerado o mais perfeito exemplar de residência classicista do Brasil Império, a casa tem fachada coberta com azulejos portugueses, pisos revestidos com mosaico inglês e assoalhos em madeira de lei, sala de jantar com móveis de carvalho da Áustria, cômodos iluminados por lustres da França e paredes decoradas com desenhos do pintor francês Eugéne Lassailly.
Quando sua esposa Eugênia Francisca da Costa morreu, em 1878, Rodrigues Mendes entregou o palacete à filha e se mudou para um quarto que ficava em uma torre no quintal da casa que servia de apoio para a caixa de água da residência e lá ficou de luto até a sua morte. O casarão ficou abandonado até ser desapropriado em 1966 pelo governador Paulo Pessoa Guerra e doado para a Academia Pernambucana de Letras, se tornando sede permanente da instituição em 1973, durante o governo de Eraldo Gueiros.

## Acervo
A casa abriga um acervo de mobiliário, pinturas, gravuras, desenhos, esculturas, porcelanas, livros e imagens religiosas, entre outros objetos, que mostram a riqueza e o apogeu da nobreza pernambucana diretamente ligada à cultura canavieira.